# Новокарасук (Новосибірська область)
Новокарасук (рос. Новокарасук) — село у Карасуцькому районі Новосибірської області Російської Федерації.
Входить до складу муніципального утворення Студеновська сільрада. Населення становить 34 особи (2010).

## Історія
Згідно із законом від 2 червня 2004 року органом місцевого самоврядування є Студеновська сільрада.

## Населення
| 2002 | 2007 | 2010 |
| ---- | ---- | ---- |
| 43   | ↘32  | ↗34  |